# ORP Miner
ORP Miner – polski tender torpedowo-minowy zamówiony dla Marynarki Wojennej II RP, którego budowę rozpoczęto w Gdyni w 1938 roku. Po zajęciu Gdyni, nieukończony kadłub wpadł w ręce Niemców w stoczni. Przetrwał wojnę i został ukończony dopiero w 1949 roku jako statek pasażerski „Olimpia”.

## Historia
Od stycznia do września 1938 roku opracowano kilka projektów tendra torpedowo-minowego dla Marynarki Wojennej. Poszczególne wersje różniły się sylwetką i napędem. Dla nowej jednostki 19 grudnia 1938 roku wybrano nazwę ORP „Miner”. Jednostka miała być budowana w dużej części z materiałów krajowych. Budowę okrętu rozpoczęto pod koniec 1938 roku w Gdyńskich Warsztatach Portowych Marynarki Wojennej. 14 września 1939 roku, przed wodowaniem kadłub „Minera” przejęli Niemcy. Jednostka była na tyle gotowa do wodowania że Niemcy postanowili ukończyć ją pod nazwą „Rahmel” (niemiecka nazwa Rumii). Z nieznanych przyczyn wyposażanie okrętu wstrzymano. Wykończono go i przebudowano w Stoczni Gdańskiej dopiero po II wojnie światowej w 1949 roku. Polską banderę cywilną podniesiono 1 maja 1949 roku. Statek nazwano „Olimpia”. Statek pływał dla Żeglugi Polskiej, a po jej rozwiązaniu dla Żeglugi Gdańskiej. Pływał do 1970 roku, a następnie w 1971 roku został złomowany w Elblągu. 

## Dane taktyczno-techniczne
Kadłub jednostki miał być wykonany ze stali krajowej SM z gatunku „A”. Poszycie kadłuba miało być nitowane. „Miner” wypierał 164 tony. Długość wynosiła 33,7 metra. Okręt był szeroki na 6 metrów i zanurzony na 1,5 metra. Wysokość boczna wynosiła 2,7 metra. Jednostka była napędzana przez 1 silnik wysokoprężny Nohab o mocy 270 KM i rozwijała 9 węzłów. Przy normalnym zapasie paliwa okręt mógł pływać przez 100 godzin. Według projektu okręt nie był uzbrojony i mógł przewieść 52 miny lub 10 torped kal. 533 mm i 10 min albo 10 sekcji sieci zagrodowej. Na śródokręciu miał znajdować się bom do podnoszenia ładunków. Na rufie miał być średniej wielkość żuraw.  
Po przebudowie w Gdańsku jednostka miała pojemność 155 BRT i 80 NRT i rozwijała 14,5 węzła prędkości.